# Межиріч (Рівненський район)
Межирі́ч — село Рівненського району Рівненської області. Відоме перш за все Свято-Троїцьким чоловічим монастирем. З 2020 року село у складі Острозької громади, до 2020 року —адміністративний центр Межиріцької сільської ради.

## Географія
Селом течуть річки Збитинка та Вілія.

## Історія
Перша письмова згадка про село Межиріч має місце у грамоті Великого князя Литовського Вітовта, написаній 2 липня 1396 року в Луцьку. У цій грамоті Вітовт підтверджує своє попереднє надання для князя Федора Острозького міста Острог з прилеглими до нього землями, збільшуючи це надання кількома маєтками, серед яких був і Межиріч. 1396 р. володарем с. Межиріч стає преподобний князь Федор Острозький, який 1442 р. прийняв постриг у Києво-Печерському монастирі, де і закінчив своє праведне життя. Князь Федір мав у Межирічі свій укріплений замок, який швидше всього був дерев'яний з земляними валами, поверх яких був поставлений частокіл з колод із загостреними верхами. Посеред замку стояла дерев'яна Троїцька церква, яка була основою монастиря. В середині XV століття, після загибелі храму від пожежі, починається будівництво кам'яною церкви, що збереглася до наших днів.

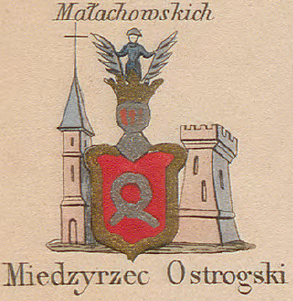
Межиріч Острозький на мапі Зигмунда Герстмана

1605 року клопотами краківського каштеляна, римо-католика Януша (Івана у православ'ї) Острозького Межиріч офіційно отримує магдебурзьке право. У 1612 р. за його наказом у місті почалися роботи з перебудови замку та Троїцької церкви на францисканський монастир. З півночі та півдня до церкви прибудовували два двоповерхових корпуси з келіями. В їх зовнішніх кутах виросли круглі триярусні башти з бійницями та конусоподібними дахами, які надають комплексу ще більшої схожості з замком.
За доби Речі Посполитої стилізоване зображення Троїцької церкви виступало в гербі містечка, відомому нині з відбитків печаток місцевої ратуші.
Козацька війна майже дощенту зруйнувала місто: за описом 1708 р. тут зафіксовано зруйнування земляних валів, від панської резиденції залишилося лише два каміни.
Пізніше Межиріч переходив від одних можновладців до інших, все більше перетворюючись на пустку. 1866 року російська імперська влада францисканський монастир реорганізувала, костел знову став православною церквою.
У 1906 році містечко Кунівської волості Острозького повіту Волинської губернії. Відстань від повітового міста 3 верст, від волості 12. Дворів 214, мешканців 1742.

## Населення

### Мова
Розподіл населення за рідною мовою за даними перепису 2001 року:
| Мова       | Кількість | Відсоток |
| ---------- | --------- | -------- |
| українська | 1484      | 99.6%    |
| російська  | 6         | 0.4%     |
| Усього     | 1490      | 100%     |

## Відомі люди
- Северин Гощинський — навчався тут
- Защик Віктор Васильович («Шульга», 1967—2016) — вояк ДУК, учасник російсько-української війни[4]
- Ярмольчук Григорій Іванович (1923—2015) — вояк УПА, почесний громадянин Ківерців.

## Пам'ятки
На території села збереглися залишки поселення (15—17 ст. до н. е.), давньоруське городище з валами (11—13 ст.), а також пам'ятки національного значення: міські ворота (16 ст.), піч для опалення замку (17 ст.) та Свято-Троїцький Межирицький чоловічий монастир-фортеця (15—17 ст.), який належить до найвизначніших історико-архітектурних ансамблів України доби ренесансу і є основою унікального середньовічного оборонного комплексу. 1968 село Межиріч включене до переліку історичних міст і населених пунктів України.

## Галерея

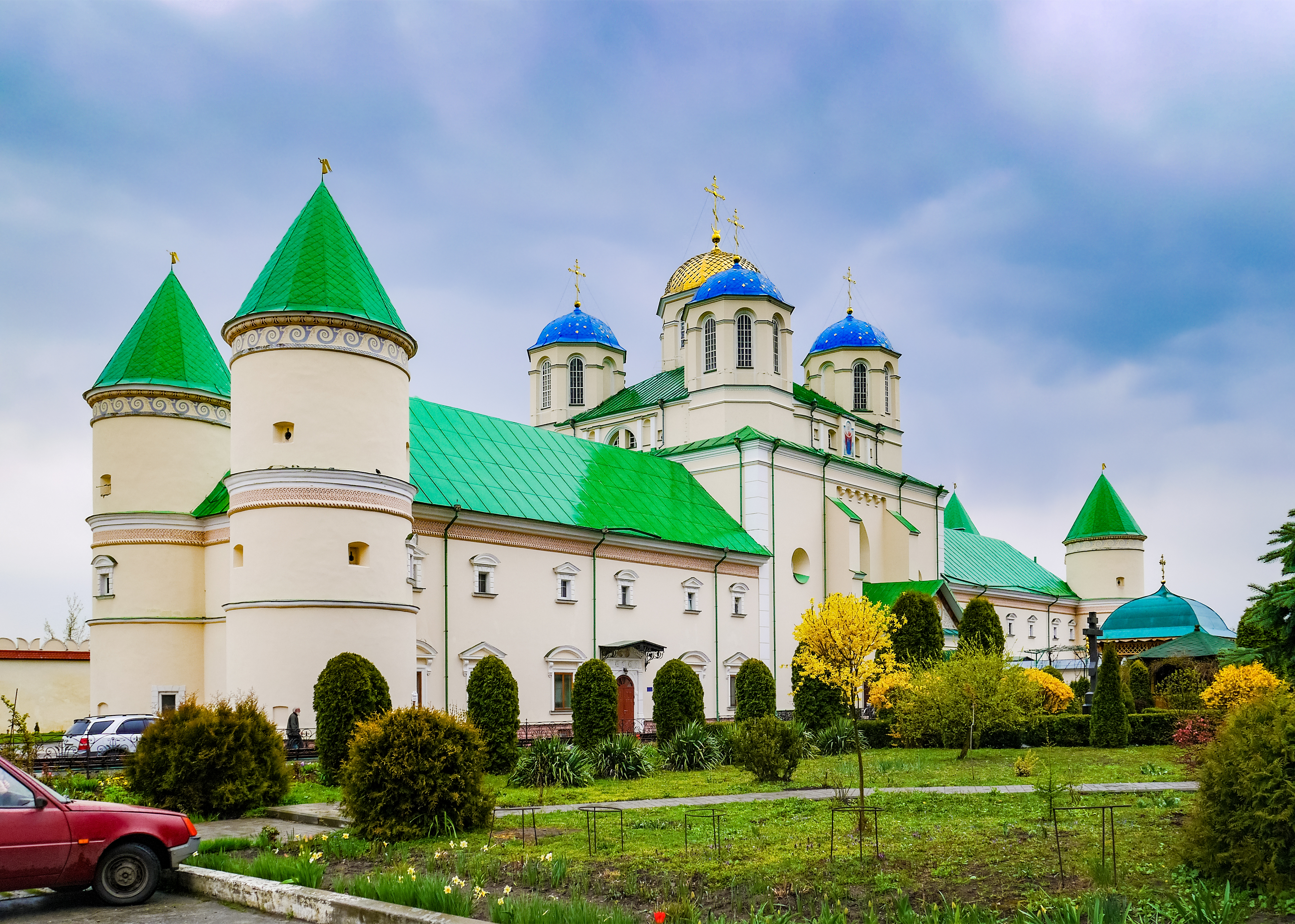
Межиріцький монастир
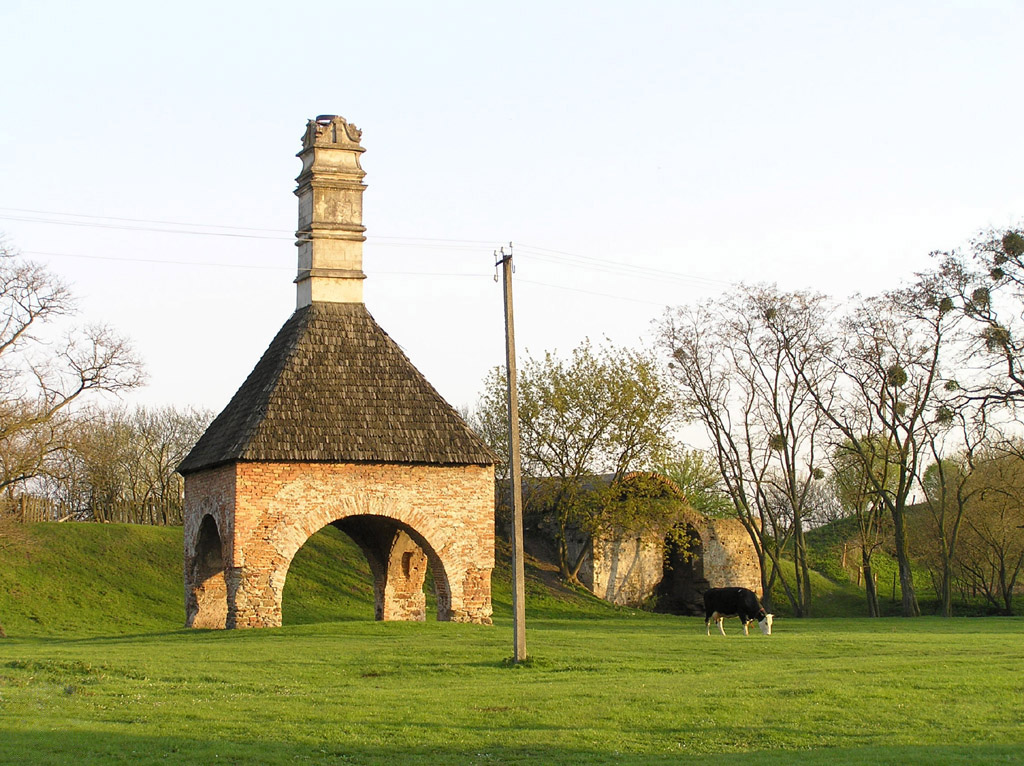
Старосвітська піч
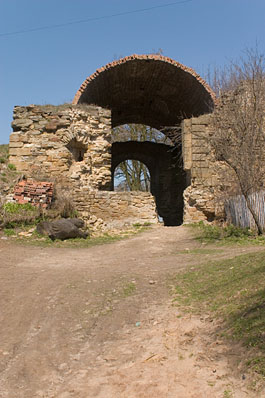
Румовища Заславської брами
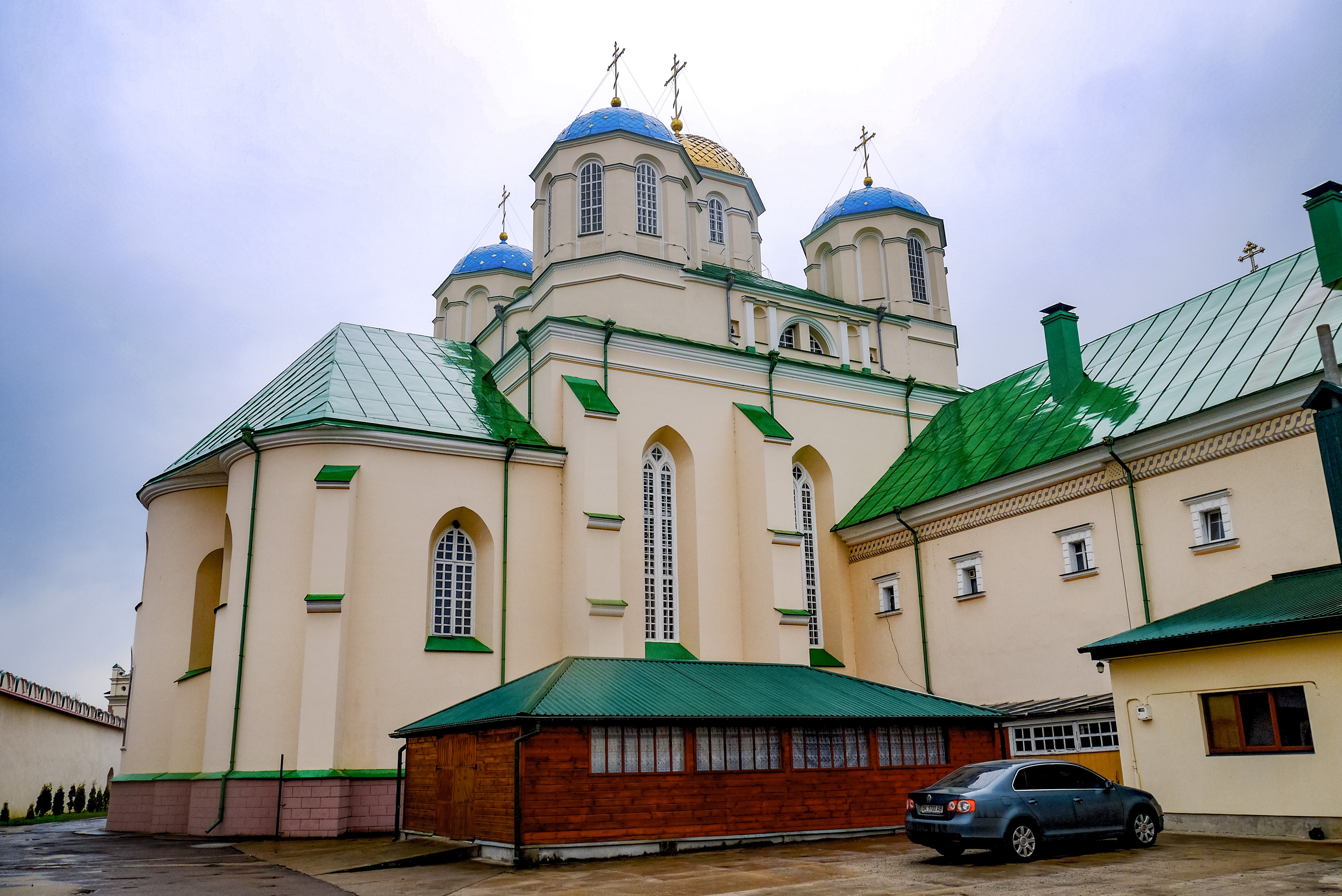
Троїцька церква
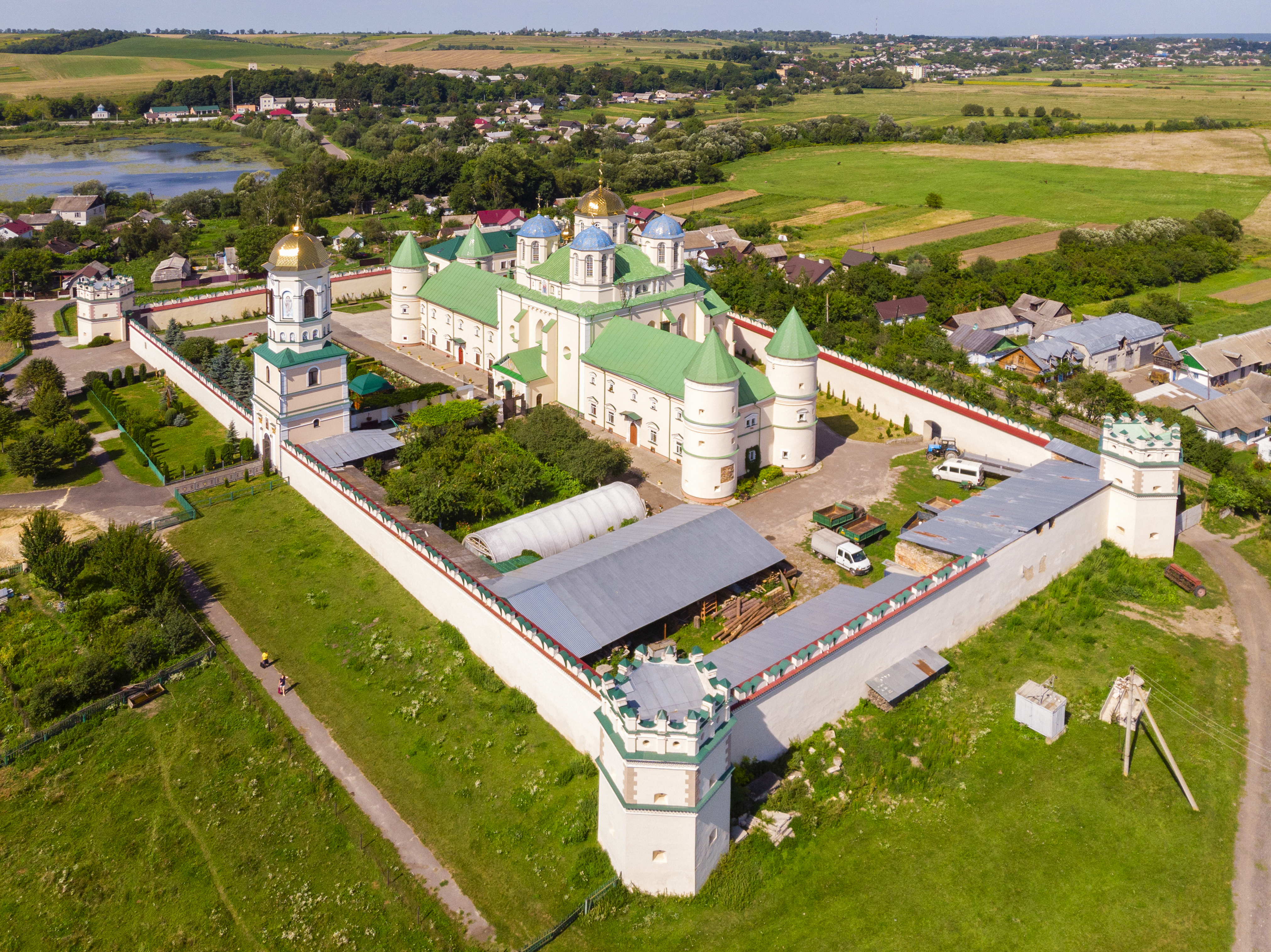
Вид на Троїцький монастир з повітря